# Kaori Inoue
Kaori Inoue (井上 香織, Inoue Kaori) est une ancienne joueuse japonaise de volley-ball née le 21 octobre 1982 à Toyooka dans la préfecture de Hyōgo. Elle mesure 1,82 m et jouait au poste de centrale. Elle a totalisé 52 sélections en équipe du Japon. Elle a terminé sa carrière en mai 2015.

## Biographie
Avec l'équipe du Japon de volley-ball féminin, elle est médaillée de bronze olympique en 2012 à Londres.

## Clubs
| Club               | De        | À         |
| ------------------ | --------- | --------- |
| Hikami High School |           | 2000-2001 |
| Denso Airybees     | 2001-2002 | 2014-2015 |

## Palmarès

### Équipe nationale
- Jeux olympiques
  -  2012 à Londres.

### Clubs
- Championnat du Japon
  - Finaliste : 2008
- Tournoi de Kurowashiki
  - Vainqueur : 2008.
- Coupe de l'impératrice
  - Vainqueur : 2010.
  - Finaliste : 2009.